# Institute for Advanced Studies in the Humanities
Institute for Advanced Studies in the Humanities – interdyscyplinarny instytut badawczy założony w 1969 roku przy Uniwersytecie Edynburskim. Głównym zadaniem instytutu jest promowanie badań w zakresie nauk społecznych i humanistycznych. W tym celu co roku przyznawane są stypendia wyróżniającym się naukowcom. Od momentu swojego powstania instytut gościł ponad 700 stypendystów z 58 państw. 